# ニューカレドニアの政府主席
ニューカレドニアの政府主席（ニューカレドニアのせいふしゅせき、フランス語: Président du gouvernement de la Nouvelle-Calédonie）は、フランスの海外領土であるニューカレドニアの自治政府を統治する役職である。

## 概要
1998年のヌーメア協定によるニューカレドニアの自治権拡大に伴って設けられた。政府主席はニューカレドニア議会のメンバー11人の中から選出される。政府主席が欠けた時、職務不能になった際には政府副主席が代行する。

## 政府主席の一覧
1957年に設置された政府評議会副主席より記述する。
| 代               | 肖像             | 氏名                                          | 就任日           | 退任日           | 政党                                                              |
| 政府評議会副主席 | 政府評議会副主席 | 政府評議会副主席                              | 政府評議会副主席 | 政府評議会副主席 | 政府評議会副主席                                                  |
| ---------------- | ---------------- | --------------------------------------------- | ---------------- | ---------------- | ----------------------------------------------------------------- |
| 1                |                  | モーリス・ルノルマン Maurice Lenormand        | 1957年10月22日   | 1959年6月18日    | カレドニア連合(UC)                                                |
| 2                |                  | ミシェル・カウマ Michel Kauma                 | 1959年6月18日    | 1962年4月29日    | UICALO+カレドニア連合(UC)                                         |
| 3                |                  | ロシュ・ピジョ Rock Pidjot                    | 1962年4月29日    | 1963年12月21日   | UICALO+カレドニア連合(UC)                                         |
| （職位廃止）     | （職位廃止）     | （職位廃止）                                  | 1963年12月21日   | 1977年10月5日    |                                                                   |
| 4                |                  | アンドレ・カイヤール André Caillard           | 1977年10月5日    | 1978年10月13日   | カレドニア結集(RPC) カレドニア共和国連合(RPCR)（1978年-）         |
| 5                |                  | モーリス・ルノルマン Maurice Lenormand        | 1978年11月21日   | 1979年5月24日    | カレドニア連合(UC)                                                |
| 6                |                  | ディック・ウケイウェ Dick Ukeiwé              | 1979年7月6日     | 1982年6月16日    | カレドニア共和国連合(RPCR)                                        |
| 7                |                  | ジャン＝マリ・チバウ Jean-Marie Tjibaou       | 1982年6月18日    | 1984年11月18日   | カレドニア連合(UC) カナック社会主義民族解放戦線(FLNKS)（1984年-） |
| 政府主席         |                  |                                               |                  |                  |                                                                   |
| 1                |                  | ディック・ウケイウェ Dick Ukeiwé              | 1984年11月23日   | 1985年8月29日    | カレドニア共和国連合(RPCR)                                        |
| 行政会議主席     |                  |                                               |                  |                  |                                                                   |
| 1                |                  | ディック・ウケイウェ Dick Ukeiwé              | 1985年10月7日    | 1988年11月9日    | カレドニア共和国連合(RPCR)                                        |
| （職位廃止）     | （職位廃止）     | （職位廃止）                                  | 1988年11月9日    | 1999年5月28日    |                                                                   |
| 政府主席         |                  |                                               |                  |                  |                                                                   |
| 1                |                  | ジャン・レク Jean Lèques                      | 1999年5月28日    | 2001年4月5日     | カレドニア共和国連合(RPCR)                                        |
| 2                |                  | ピエール・フロジェ Pierre Frogier             | 2001年4月5日     | 2004年6月10日    | カレドニア共和国連合(RPCR)                                        |
| 3                |                  | マリ＝ノエル・テメロー Marie-Noëlle Thémereau | 2004年6月10日    | 2007年8月7日     | 共に未来(AE)                                                      |
| 4                |                  | アロル・マルタン Harold Martin                | 2007年8月7日     | 2009年6月5日     | 共に未来(AE)                                                      |
| 5                |                  | フィリップ・ゴメス Philippe Gomès             | 2009年6月5日     | 2011年3月3日     | 共にカレドニア(CE)                                                |
| 6                |                  | アロル・マルタン Harold Martin                | 2011年3月3日     | 2014年6月5日     | 共に未来(AE)                                                      |
| 7                |                  | シンシア・リガルド Cynthia Ligeard            | 2014年6月5日     | 2015年4月1日     | カレドニア共和国連合(RPCR)                                        |
| 8                |                  | フィリップ・ジェルマン Philippe Germain       | 2015年4月1日     | 2019年7月9日     | 共にカレドニア(CE)                                                |
| 9                |                  | ティエリ・サンタ Thierry Santa                | 2019年7月9日     | 2021年7月22日    | 結集                                                              |
| 10               |                  | ルイ・マプ Louis Mapou                        | 2021年7月22日    | 2025年1月15日    | カナック社会主義民族解放戦線(FLNKS)                               |
| 11               |                  | アルシド・ポンガ Alcide Ponga                 | 2025年1月15日    | （現職）         | 結集                                                              |

### 政党一覧
- カレドニア連合（英語版）(U
- カレドニア結集（英語版）(RPC)→カレドニア共和国連合（英語版）(RPCR)→結集（英語版）
- 共にカレドニア（英語版）(CE)
- 共に未来（英語版）(AE)
- カナック社会主義民族解放戦線（英語版）(FLNKS)